# Zebravlinder
De zebravlinder (Heliconius charitonia) is een vlinder uit de onderfamilie Heliconiinae (passiebloemvlinders). 

## Kenmerken
De spanwijdte bedraagt 70 tot 90 mm. De vlinder heeft kenmerkende zwarte en gele banden. De onderkant heeft ditzelfde kleurenpatroon met tevens rode stippen op de vleugelbasis.

## Verspreiding en leefgebied
De vlinder komt voor in het noorden van Zuid-Amerika, Midden-Amerika tot in het zuiden van Texas en Florida. Van deze soort zijn geen ondersoorten bekend; de vlinders zijn in hun gehele verspreidingsgebied gelijk.

## Leefwijze
De zebravlinder drinkt nectar van planten uit de geslachten Lantana en Scandix, terwijl de zwartgevlekte witte rups leeft van planten uit het geslacht passiebloem. Waardplanten van de rupsen zijn onder andere Passiflora biflora en Passiflora suberosa.
Vrouwtjes zijn na het verpoppen meteen geslachtsrijp. Het komt dan ook vaak voor dat een mannetje wacht terwijl het vrouwtje uit de pop tevoorschijn komt om daarna meteen te paren.
De vlinders brengen de nacht in groepen van twintig tot dertig op een vaste plaats door. Overdag wordt de zebravlinder beschermd door de stoffen die als rups zijn gegeten en voor veel vogels giftig zijn. Een vogel die zich vergist zal dit niet snel nog eens doen. Daarnaast is het door het kleurenpatroon lastig te zien welke kant een zebravlinder opvliegt.

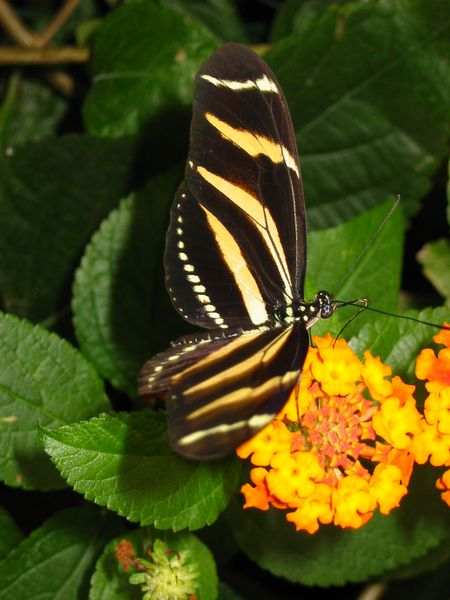
Zebravlinder op wisselbloem (Lantana camara)
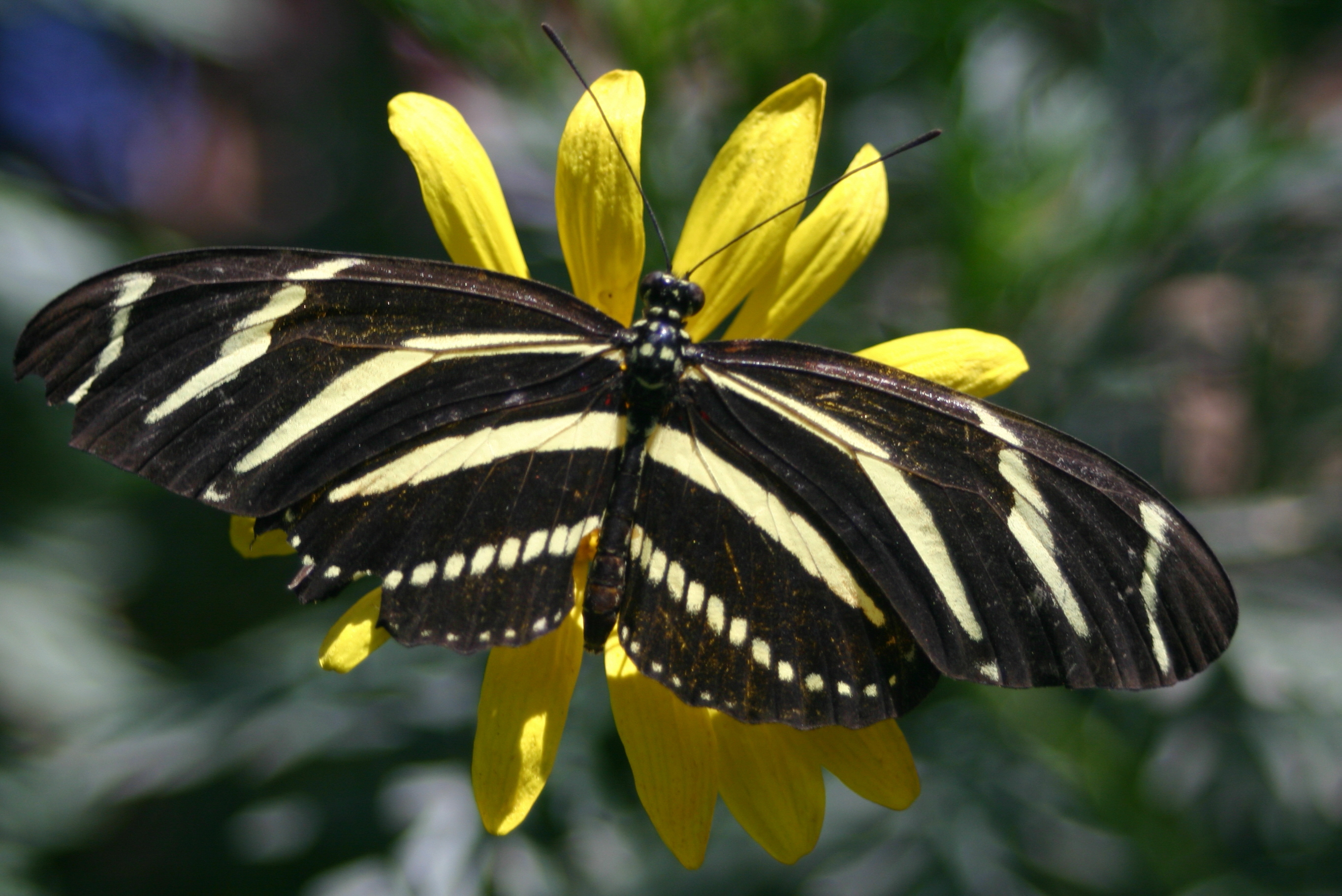
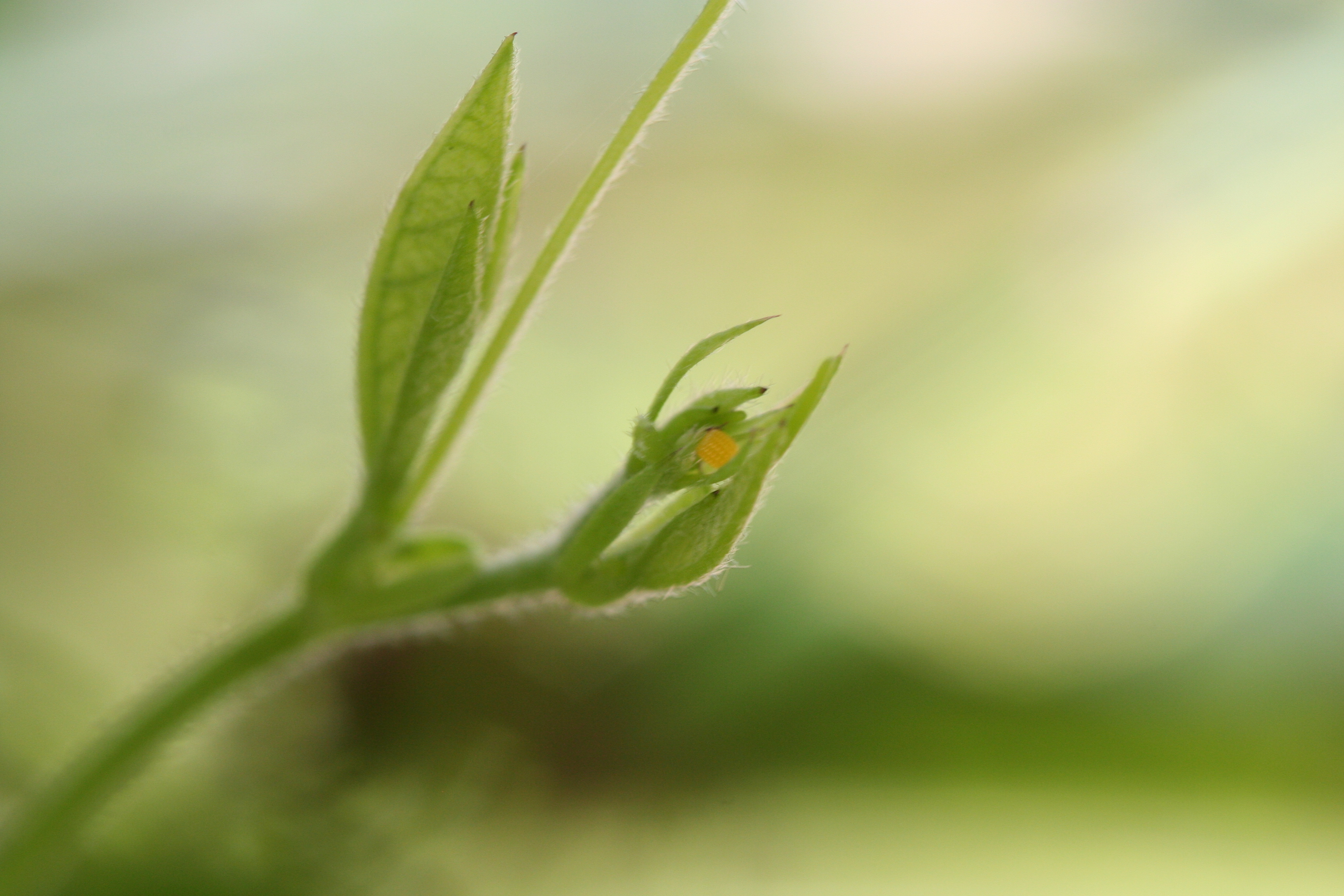
Ei
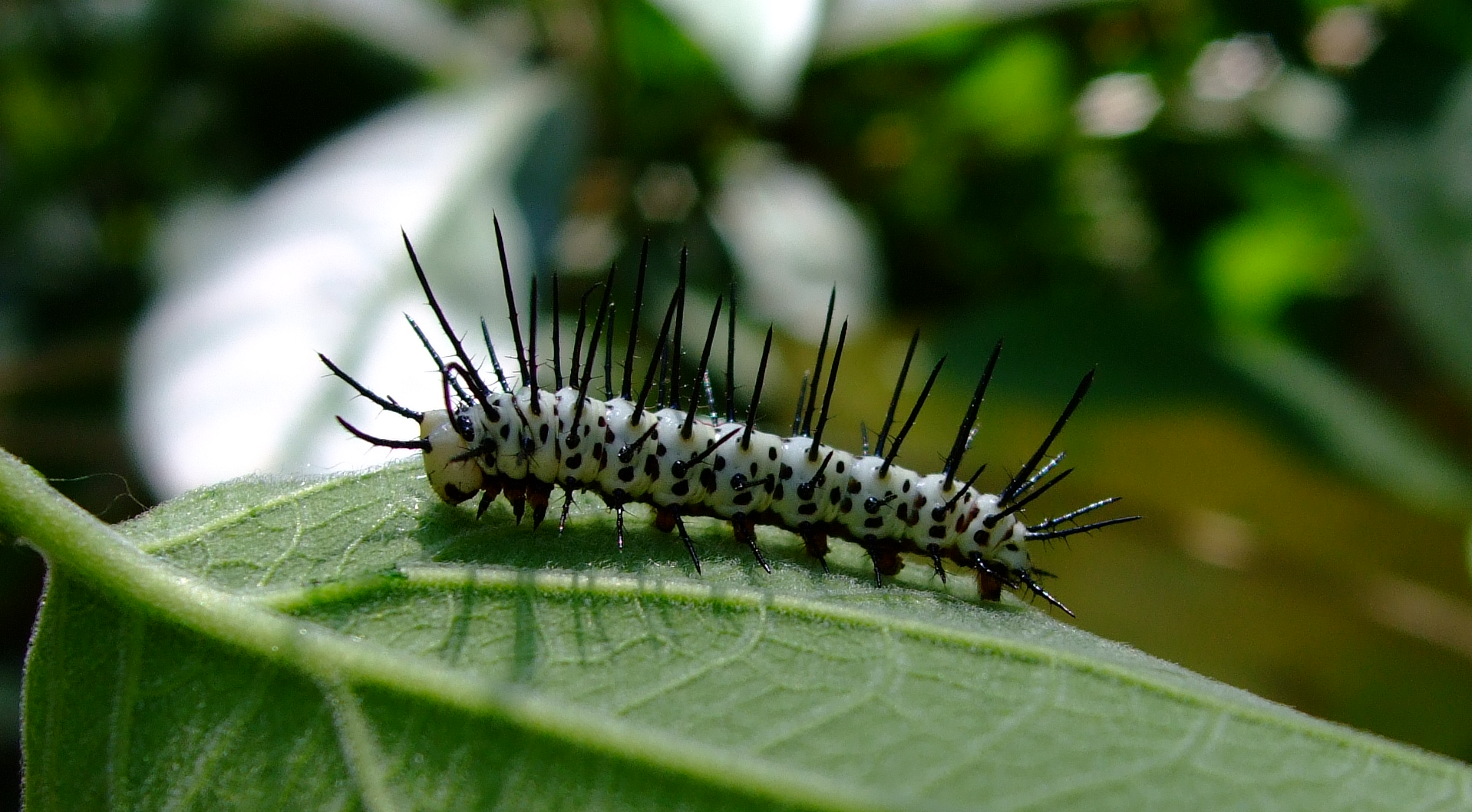
Rups